# Proteu (satèl·lit)
Proteu, també anomenat Neptú VIII, és un satèl·lit natural del vuitè planeta del sistema solar. El seu nom prové de la mitologia grega, concretament, d'un déu de la mar, fill de Posidó (o d'Oceà) i Tetis. Aquest déu en concret, tenia l'habilitat especial de canviar de forma. També hi ha una malaltia anomenada síndrome de Proteu.
Va ser descobert per l'astrònom Stephen Synott, a través de la sonda espacial Voyager 2. Al principi, se li va donar la designació provisional de S/1989 N 1, però després, al 16 de setembre de 1991, li van posar el nom actual. Tot i que és aproximadament 70 km més gran que Nereida, no va ser descobert fins que la Voyager 2 va arribar a Neptú, a causa del seu baix albedo.

## Característiques
Proteu, el segon satèl·lit més gros del sistema de Neptú, té un diàmetre aproximadament de 418 km, encara que el primer, Tritó, és molt més gran; té un diàmetre estimat de 2707 km. Neptú VIII, també posseeix una temperatura gèlida de 51 K, a més a més de tenir un semieix major mitjà de 117.650 km. El seu període de rotació és de 1.12231477 dies, que vindrien a ser unes 24 hores i 51 minuts. Aquest satèl·lit, no és completament esfèric, encara que té una superfície mitjanament arrodonida. Proteu té una superfície crivellada de cràters, cosa que demostra que aquest món que orbita al voltant de l'últim planeta no té rastres d'activitat geològica des de fa milers d'anys, o, que mai n'ha tingut.